# 名古屋市立船方小学校
名古屋市立船方小学校（なごやしりつ ふなかたしょうがっこう）は、名古屋市熱田区四番二丁目の公立小学校。

## 通学区域
- 全て熱田区内
  - 熱田西町（一部）[1]
  - 一番一丁目[1]
  - 一番二丁目[1]
  - 一番三丁目（一部）[1]
  - 千年一丁目（一部）[1]
  - 二番一丁目（一部）[1]
  - 二番二丁目[1]
  - 八番一丁目（一部）[1]
  - 八番二丁目[1]
  - 南一番町（一部）[1]
  - 四番一丁目（一部）[1]
  - 四番二丁目[1]
  - 六番一丁目[1]
  - 六番二丁目[1]
  - 六番三丁目[1]
  - 六番三丁目[1]

## 進学先中学校
- 名古屋市立日比野中学校[2]